# Учан-Кан-Балам
Учан-Кан-Балам — правитель древнего майяского города Агуатека.

## Биография
Учан-Кан-Балам упоминается на Стеле 19 из Агуатеки. На ней записана битва, в которой участвовал его сын Тан-Те-Кинич, вместе с его упоминанием.
Его преемником стал его сын Тан-Те-Кинич.

### Семья
От неизвестной жены у него родился сын — Тан-Те-Кинич. При его сыне Агуатека стала столицей Южного Мутульского царства.